# NGC 3589
NGC 3589 est une galaxie spirale située dans la constellation de la Grande Ourse. NGC 2589 a été découverte en 19733 par l'astronome germano-britannique William Herschel.

## Caractéristiques
La classe de luminosité de NGC 3589 est I et elle présente une large raie HI.

### Distance
Sa vitesse par rapport au fond diffus cosmologique est de 2 110 ± 10 km/s, ce qui correspond à une distance de Hubble de 31,1 ± 2,2 Mpc (∼101 millions d'al).
À ce jour, quatre mesures non basées sur le décalage vers le rouge (redshift) donnent une distance de 24,300 ± 0,990 Mpc (∼79,3 millions d'al), ce qui est à l'extérieur des valeurs de la distance de Hubble. Notons cependant que c'est avec la valeur moyenne des mesures indépendantes, lorsqu'elles existent, que la base de données NASA/IPAC calcule le diamètre d'une galaxie et qu'en conséquence le diamètre de NGC 3589 pourrait être d'environ 15,4 kpc (∼50 200 al) si on utilisait la distance de Hubble pour le calculer.

### Classification
On ne s'entend pas sur le genre de galaxie spirale de cette galaxie, certains la classifie comme une spirale ordinaire,, d'autre comme une spirale barrée et enfin comme une spirale intermédiaire. NGC 3589 a été découverte par l'astronome germano-britannique William Herschel en 1793.

### Brillance de surface
En raison d'une brillance de surface égale à 14,00 mag/am2, on peut qualifier NGC 3589 de galaxie à faible brillance de surface (LSB en anglais pour low surface brightness). Les galaxies LSB sont des galaxies diffuses (D) avec une brillance de surface inférieure de moins d'une magnitude à celle du ciel nocturne ambiant.

## Groupe de NGC 3610
Selon Abraham Mahtessian, NGC 3589 fait partie d'un groupe qui comprend 13 galaxies, le groupe de NGC 3610, la galaxie la plus brillante de ce groupe. Les autres galaxies du groupe de Mahtessian sont NGC 3517 (?), NGC 3530, NGC 3610, NGC 3613, NGC 3619, NGC 3625, NGC 3642, NGC 3669, NGC 3674, NGC 3683, IC 691 et NGC 3683A (noté 1126+5725 pour CGCG 1126.4+5725 dans l'article de Mahtessian).
La galaxie NGC 3517 devrait être enlevée de cette liste car elle est à une distance de 123,47 ± 8,6 Mpc (∼403 millions d'al), soit environ quatre fois plus éloignée que les autres.
Mentionnons que huit des galaxies retenues par Mahtessian appartiennent à deux groupes distincts indiqués dans un article de A.M. Garcia, le groupe de NGC 3613 (NGC 3613, NGC 3625 et NGC 3669 auxquels s'ajoute UGC 6344 non retenu par Mahtessian) et le groupe de NGC 3642 (NGC 3610, NGC 3619, NGC 3642, NGC 3674 et NGC 3683). La distance moyenne des galaxies du groupe de NGC 3613 est d'environ 27,5 Mpc (∼89,7 millions d'al) et celle du groupe de groupe de NGC 3642 est d'environ 24,1 Mpc (∼78,6 millions d'al).
Les galaxies NGC 3530, NGC 3589, IC 691 et NGC 3683A n'apparaissent dans aucun des groupes retenus par Garcia.